# Danity Kane (álbum)
Danity Kane es el primer disco de estudio del grupo del mismo nombre.
El disco fue lanzado por Bay Boy Records el 22 de agosto de 2006 en los Estados Unidos y el 11 de noviembre en Alemania y Suiza por Atlantic Records.

## Información del álbum
El álbum cuenta como productor general al rapero Diddy vicepresidente de Bad Boy Records , también cuenta con Timbaland, Mario Winans, Bryan Michael Cox, Rami, Ryan Leslie, Scott Storch, Jim Jonsin, Danja , Rodney "Darkchild" Jerkins estos dos últimos trabajaron con la cantante Britney Spears.
El primer día de haber sido lanzado al mercado vendió 90 000 copias y en su primera semana debutó número 1 en Billboard 200 con 234,662 copias vendidas.
A principios del 2007 el álbum fue certificado disco platino en Estados Unidos por la RIAA, por vender un poco más de un millón de copias.
El 28 de noviembre de 2008 el álbum fue certificado nuevamente platino por vender 2 000 000 solo en los Estados Unidos.
El primer sencillo del disco fue "Show Stopper" con la colaboración del rapero Yung Joc. Luego el segundo sencillo fue la balada "Ride for You" , la agrupación confirmó con tercer sencillo su canción favorita "Right Now" pero luego la cambiaron por "Hold Me Down" , finalmente el álbum quedó solo con dos sencillos ya que el grupo empezó a preparar su segundo material discográfico.

## Lista de canciones
1. "One Shot"
2. "Heartbreaker"
3. "Want It"
4. "Right Now"
5. "Show Stopper"
6. "Hold Me Down"
7. "Come Over (Interlude)"
8. "Ooh Ahh"
9. "Press Pause"
10. "Ain't True (Interlude)"
11. "Ride for You"
12. "Touching My Body"
13. "Back Up"
14. "Stay with Me"
15. "Sleep on It" (bonus track)

## Posicionamiento
| Listas (2006)               | Listas        | Posición |
| --------------------------- | ------------- | -------- |
| Alemania Albums Chart       | Media Control | 50       |
| Suiza Albums Chart          | Media Control | 83       |
| U.S. Billboard 200          | Billboard     | 1        |
| U.S. Top R&B/Hip-Hop Albums | Billboard     | 2        |